# Putai jezik
Putai jezik (marghi zapadni; ISO 639-3: mfl), čadski jezik skupine biu-mandara kojim, premda je etnička populacija Zapadnih Margha prilično velika, još govori još svega oko 50 ljudi. Pripadnici plemena najviše upotrebljavaju jezik kanuri [knc]
Etničkih oko 200 000 u 35 gradova i sela u državi Borno, Nigerija.

## Vanjske poveznice
- Ethnologue (14th)
- Ethnologue (15th)